# 芝パークホテル
芝パークホテル（しばパークホテル、英語表記Shiba Park Hotel）は、東京都港区芝公園にある老舗ホテル。株式会社芝パークホテルが運営する。2024年11月に、リーガロイヤルホテルグループ入りした。

## 客室
- ダブル　90室
- ツイン　62室
- トリプル　25室
- デラックスツイン&ダブル　15室
- ジュニアスイート　7室

## 設備
- レストラン「ザ ダイニング」
- 宴会場
- ライブラリーラウンジ
- 駐車場
- 喫煙スペース

## 交通アクセス
- 鉄道
  - 都営地下鉄三田線芝公園駅より徒歩2分
  - 都営地下鉄大江戸線・浅草線大門駅より徒歩4分
  - JR・東京モノレール浜松町駅より徒歩8分
- バス 
  - 成田国際空港から東京空港交通のリムジンバスが運行されている。

## 近隣
ホテルとは近所になる「芝パークビル」（通称「軍艦ビル」・以前は秀和が所有していた）や、雑誌「Saita」の発行元であったセブン&アイ出版の旧称・「芝パーク出版」（2005年に現社名に改称・セブン&アイ・ホールディングス傘下）とは無関係。